# Red West
Robert Gene West, noto come Red West (Memphis, 8 marzo 1936 – Memphis, 18 luglio 2017), è stato un attore, cantautore, militare e bodyguard statunitense.

## Biografia
Figlio di Lois e Newton Thomas West, fu amico intimo, durante il periodo della scuola superiore, e in seguito guardia del corpo, del cantante di rock and roll Elvis Presley. Fu anche un eccellente atleta ed ex U.S. Marine. West giocò a football americano alla scuola superiore e fu nella squadra juniores del college, nonché pugile nei campionati Golden Gloves. Seppur abbastanza celebre per essere stato uno dei componenti principali della cosiddetta "Memphis Mafia" (il gruppo di amici e bodyguard che circondava Elvis Presley sin dal 1955) e aver anche composto qualche canzone poi cantata dallo stesso Elvis, oggi, è probabilmente maggiormente conosciuto al pubblico cinematografico per il ruolo di Red ne Il duro del Road House, accanto a Patrick Swayze.

### Red West e Elvis
Nel 1955, West era l'autista di Presley e dei membri della sua band: Scotty Moore, Bill Black (e in seguito anche D. J. Fontana), quando giravano per il sud degli Stati Uniti tenendo concerti esibendosi con il nome di "Blue Moon Boys". Nel 1960, insieme al cugino Sonny, Red West iniziò a lavorare a tempo pieno come guardia del corpo di Elvis. West fu anche un talentuoso compositore che scrisse canzoni non solo per Presley, ma anche per altri artisti come Ricky Nelson, Pat Boone e Johnny Rivers.
Red West compose insieme a Elvis Presley due canzoni, You'll Be Gone e That's Someone You Never Forget nel 1961. You'll Be Gone venne scritta da Elvis Presley, Red West, e Charlie Hodge e apparve nell'album della colonna sonora del film Pazzo per le donne (Girl Happy) e come singolo nel 1965. That's Someone You Never Forget fu invece inclusa nell'album Pot Luck with Elvis del 1962. La canzone natalizia If Everyday Was Like Christmas venne composta da West e registrata da Elvis nel 1966. Inoltre, West scrisse anche la ballata Separate Ways, che Elvis incise nei primi anni settanta.

### Elvis: What Happened?
Nel 1976 West venne coinvolto in una serie di incidenti a Las Vegas dove malmenò pesantemente alcuni fan di Elvis troppo aggressivi e si attirò le critiche di gran parte dei media. In più, West parlava spesso in giro dei problemi di droga di Presley e di quanto il cantante necessitasse di disintossicarsi. Come risultato, Red West e altri due bodyguard furono licenziati in tronco dal padre di Elvis, Vernon Presley. West continuò quindi la sua carriera come attore e nel 1977 collaborò (insieme a suo cugino Sonny West e a Dave Hebler, entrambi ex guardie del corpo di Presley) alla stesura del provocatorio libro Elvis: What Happened? (ISBN 0-345-27215-3) che racconta del loro periodo passato alle dipendenze di Elvis tra eccessi e stravaganze varie. Questo fu il primo libro a svelare i retroscena della vita privata di Elvis e che si focalizzava sulla sua dipendenza da svariate droghe (per lo più farmaceutiche). Il libro uscì poche settimane prima della morte di Presley.

### Carriera come attore
Durante gli anni sessanta, mentre Presley girava un film dopo l'altro a Hollywood, Red West apparve in piccoli ruoli in sedici dei film interpretati dal cantante. Nello stesso periodo, West diventò un buon amico dell'attore Nick Adams e le sue qualità fisico-atletiche fecero sì che egli venisse scritturato in qualità di stuntman nella serie televisiva dove recitava Adams, The Rebel. Dopo questo esordio, West lavorò sempre più frequentemente nel mondo del cinema, sia come controfigura, sia come attore in ruoli di caratterista. Lavorando sul set della serie Selvaggio West, strinse una forte amicizia con la star Robert Conrad.
Successivamente West interpretò il ruolo del Sergente Andy Micklin nella serie televisiva del 1978 La squadriglia delle pecore nere. Fece due apparizioni nel serial Magnum, P.I., quattro nell'A-Team, e recitò nell'episodio pilota di Supercar.

### Vita privata
Nel 1961, Red West ha sposato una delle segretarie di Elvis Presley. Dalla loro unione è nato un figlio, John Boyd West.

## Filmografia parziale

### Cinema
- Un duro per la legge (Walking Tall), regia di Phil Karlson (1973)
- I giorni roventi del poliziotto Buford (Walking Tall Part II), regia di Earl Bellamy (1975)
- Senza capo d'accusa (Framed), regia di Phil Karlson (1975)
- Il clan dei Luddiger (Trapper County War), regia di Worth Keeter (1989)
- Il duro del Road House (Road House), regia di Rowdy Herrington (1989)
- Intuizioni mortali (Raw Nerve), regia di David A. Prior (1991)
- Assassini nati - Natural Born Killers (Natural Born Killers), regia di Oliver Stone (1994)
- L'uomo della pioggia - The Rainmaker (The Rainmaker), regia di Francis Ford Coppola (1997)
- La fortuna di Cookie (Cookie's Fortune), regia di Robert Altman (1999)
- Glory Road, regia di James Gartner (2006)
- Goodbye Solo, regia di Ramin Bahrani (2009)
- Professione inventore (Father of Invention), regia di Trent Cooper (2010)
- A qualsiasi prezzo (At Any Price), regia di Ramin Bahrani (2012)
- Vicino a te non ho paura (Safe Haven), regia di Lasse Hallström (2013)

### Televisione
- Selvaggio west (The Wild Wild West) - serie TV, 35 episodi (1967-1969)
- Hardcastle & McCormick (Hardcastle and McCormick) - serie TV, episodio 1x23 (1984)
- Memphis Beat - serie TV, (2010-2011)

## Doppiatori italiani
Nelle versioni in italiano delle opere in cui ha recitato, Red West è stato doppiato da:
- Pietro Biondi ne Il duro del Road House, Memphis Beat
- Luciano Turi in Assassini nati - Natural Born Killers
- Giancarlo Padoan in Ricercata per omicidio
- Gianni Musy in Glory Road
- Franco Zucca in Professione inventore